# Benjamin Proud
Benjamin Proud (Londra, 21 settembre 1994) è un nuotatore britannico.

## Carriera
Specializzato nei 50m del delfino e dello stile libero, ha vinto il titolo sulla distanza dei 50 metri farfalla ai mondiali di Budapest nel 2017. Cinque anni dopo, sempre nella capitale ungherese, vince invece l'oro nei 50 metri stile libero. Vanta anche un oro mondiale in vasca corta e sei ori europei (tre in vasca lunga e tre in vasca da 25 metri). Nel 2024 vince la medaglia d'argento nei 50 metri stile libero alle Olimpiadi di Parigi.

## Palmarès
- Giochi olimpici

Parigi 2024: argento nei 50m sl.
- Mondiali

Budapest 2017: oro nei 50m farfalla, bronzo nei 50m sl.
Budapest 2022: oro nei 50m sl.
Fukuoka 2023: bronzo nei 50m sl.
Doha 2024: bronzo nei 50m sl.
Singapore 2025: argento nei 50m sl.
- Mondiali in vasca corta

Abu Dhabi 2021: oro nei 50m sl.
Melbourne 2022: argento nei 50m sl.
- Europei

Berlino 2014: oro nella 4x100m misti, bronzo nei 50m farfalla.
Londra 2016: bronzo nei 50m sl e nei 50m farfalla.
Glasgow 2018: oro nei 50m sl, argento nei 50m farfalla.
Budapest 2020: argento nei 50m sl.
Roma 2022: oro nei 50m sl.
- Europei in vasca corta

Copenaghen 2017: argento nei 50m sl, bronzo nei 50m farfalla.
Otopeni 2023: oro nei 50m sl, nella 4x50m sl e nella 4x50m sl mista.
- Giochi del Commonwealth

Glasgow 2014: oro nei 50m sl e nei 50m farfalla, bronzo nella 4x100m sl.
Gold Coast 2018: oro nei 50m sl, argento nella 4x100m sl e nella 4x100m misti.
Birmingham 2022: oro nei 50m sl e nei 50m farfalla.
- Europei giovanili

Anversa 2012: argento nei 50m farfalla.

## Primati personali
I suoi primati personali in vasca da 50 metri sono:
- 50 m stile libero: 21"11 (2018)
- 100 m stile libero: 48"52 (2016)
- 50 m delfino: 22"75 (2017)

I suoi primati personali in vasca da 25 metri sono:
- 50 m stile libero: 20"18 (2023)
- 100 m stile libero: 45"97 (2015)
- 50 m farfalla: 22"18 (2017)

## International Swimming League
|  | Stagione 2019   | stagione 2020   | Stagione 2021   |
|  | --------------- | --------------- | --------------- |
|  | Energy Standard | Energy Standard | Energy Standard |